# Blastomicosi
La blastomicosi, malaltia de Gilchrist o blastomicosi nord-americana és una malaltia piogranulomatosa poc freqüent que afecta els humans, els gossos i els gats, produïda pel fong dimorf anomenat Blastomyces dermatitidis, trobada sovint al sòl i sobre fustes. És endèmica de regions d'Amèrica del Nord i causa símptomes similars a la histoplasmosi.
La blastomicosi va ser descrita per primera vegada per Thomas Casper Gilchrist el 1894, i d'aquí ve l'epònim de malaltia de Gilchrist.

## Etiologia
Blastomyces dermatitidis és l'anamorf d'Ajellomyces dermatitidis, família onygenaceae, ordre onygenales, divisió ascomycota. La forma infectant són les conidiòspores ovals o piriformes, de 2 a 7 micres, de paret prima i llisa, que formen sèssils o pediculats sobre les hifes de la fase miceliana, cotonosa i blanquinosa, tot i que s'enfosqueix amb l'edat. Per cultiu de l'agar BHI amb cisteïna, un 5% sang i a 37 °C es produeix el canvi a la fase patògena, amb blastospores multinucleades de paret gruixuda, gemmació generalment simple de base àmplia i 8-15 micres, en colònies morenes, arrugades i mantegoses. El cultiu de conidiòspores o de blastospores a 24 °C en agar sabouraud glucosat (SDA) origina les colònies blanquinoses, cotonoses i circumscrites pròpies de la forma miceliana.

## Epidemiologia
La infecció té una incidència entre 1 i 2 casos per cada 100.000 persones que viuen en àrees on el fong es presenta amb més freqüència, i és molt menys freqüent fora d'aquestes àrees.
La fase miceliana saprofítica del fong en el medi ambient produeix abundants conidiòspores, que és la forma infectant de la malaltia. L'hàbitat ideal per a la presència d'aquesta forma miceliana són els sòls humits amb abundància de matèria orgànica (restes vegetals), ombrívols, amb un pH <6, sobretot si el terreny fa poc que s'ha remogut. Aquestes condicions es localitzen als marges de rius i llacs amb arbres caiguts, i molt freqüentment s'associa a obres de construcció de cabana sobre molls en aquestes zones. La malaltia és molt freqüent en riberes i zones lacustres del centre i nord-est dels Estats Units i el Canadà. La incidència més important registrada als Estats Units es troba en estats com Wisconsin, on des del 1986 fins al 1995 n'hi havia 1,4 casos per cada 100.000 habitants.
Al Canadà, la majoria dels casos de blastomicosi tenen lloc al nord-oest d'Ontario, en particular al voltant de l'àrea de Kenora, a causa dels seus sòls humits i acídics. La blastomicosi té distribució mundial; alguns casos també s'han trobat a l'Àfrica.
Caçadors, pescadors fluvials i piragüistes estan exposats a la malaltia en les àrees afectades. La forma d'aparició més habitual és la pulmonar, seguida de la cutània. La resta de formes d'extensió són molt més rares i no sol haver-hi lesions oculars. Sovint és mal diagnosticada com a pneumònia bacteriana i el tractament antibiòtic l'agreuja. Un cop produïda la infecció, el procés no és contagiós. Hi són especialment sensibles els humans, les races de gossos llebrers, retrievers i pinschers i els gats. La presentació en cavalls és excepcional.

## Patogènia
La penetració via respiratòria, més freqüent, pot donar lloc a una infecció abortiva (es cura sola) o subclínica, si la immunitat cel·lular és eficaç. En cas contrari, les blastospores, defensades per una gruixuda paret cel·lular, produeixen lesions progressives granulomatoses o piogranulomatoses (amb pus), i vehiculades per macròfags, metàstasi ganglionar, cutània, òssia, ocular, i més rarament, nerviosa i genital. La malaltia clínica tendeix a ser mortal sense tractament. La infecció determina una intensa sensibilització al·lèrgica.
També pot penetrar a la pell per traumatisme.
Es produeix una pneumònia febril, amb tos, astènia i dispnea (dificultat respiratòria), primer amb esforç i després contínua i progressiva, i sovint també apareix congestió i induració dels ganglis cervicals i submandibulars. En una radiografia els ganglis mediastínics es mostren com una massa densa en la bifurcació de la tràquea i solen produir disfàgia (dificultat per empassar). També, poden produir furóncols, abscessos i úlceres cutànies, de vegades amb adenopatia regional; hipopi, panoftàlmia o ceguesa no són rars, acompanyats de descàrrega oculonasal.
El procés, un cop declarat, sol ser ràpidament debilitant i mortal.
La pneumònia pot ser focal, amb poques lesions piogranulomatoses de grans dimensions, o difusa, amb multitud de granulomes.
La lesió elemental és un granuloma de centre necròtic, ric en blastospores, embolcallat en una capa de cèl·lules epitelioides, i perifèria amb abundants limfòcits, alguns macròfags i cèl·lules gegants de cos estrany, i amb poca tendència a l'encapsulació o a la caseïficació. En les lesions supuratives, predominen els polimorfonuclears i macròfags.

## Diagnòstic
- Clinicoepidemiològic-lesional: l'associació de quadre respiratori amb infart ganglionar, alteracions oculars i lesions cutànies resulta suggestiva en zones enzoòtiques, però recorda també la criptococcosi i altres micosis sistèmiques.

- Micològic: els abundants blastòpors arrodonits de grans dimensions i paret gruixuda en els teixits no tenen càpsula hialina, però es podrien confondre amb criptococcus. Es veuen molt bé amb blau de metilè o Giemsa. El cultiu a 37 °C en agar BHI-cisteïna-sang mostra el típic creixement dels llevats, amb grans blastòpors multinucleats encapsulats, de paret gruixuda i gemmació de base àmplia, que en ressembrar-se en SDA a 25-30 °C creen un miceli cotonós amb conidiòfors simples i petits conidis, propi dels Blastomyces.

- Immunològic: serològic per ELISA o contraimmunològic per electroforesi, ha de mostrar la seroconversió en àrees enzoòtiques, al·lèrgic per inoculació intradèrmica amb blastomicina (filtrat estèril de cultius en medi líquid); produeix reaccions creuades amb histoplasmosi i altres micosis sistèmiques.

## Tractament
El traconazol administrat per via oral és el tractament de preferència en la majoria dels casos de blastomicosi. Les taxes de cura són elevades i, tot i que el tractament, com en la majoria de les micosis, dura un període de diversos mesos, és una teràpia tolerada pels pacients. L'amfotericina B es considera més tòxica, de manera que només es reserva per a casos crítics i aquells que tinguin afeccions del sistema nerviós central.

## Prevenció
El desconeixement del seu reservori natural impedeix evitar-lo o controlar-lo. Les úniques possibilitats de lluita consisteixen en el diagnòstic precoç i en el tractament, que es basa en els imidazoles sistèmics o, si s'escau, l'amfotericina B parenteral, sempre sota l'estricte monitoratge renal.